# Sandra Pires (Beachvolleyballspielerin)

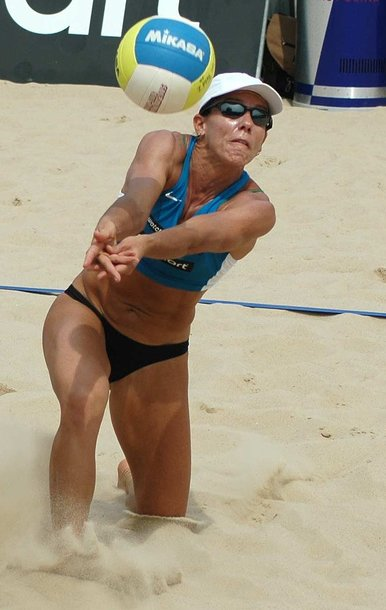
Sandra Pires 2005 in Berlin

Sandra Pires Tavares (* 16. Juni 1973 in Rio de Janeiro) ist eine ehemalige brasilianische Beachvolleyballspielerin, Olympiasiegerin und Weltmeisterin.

## Karriere
Nach einem vierten Platz bei der FIVB World Tour 1993 mit Karina Lins e Silva startete Sandra Pires 1994 mit Jackie Silva zunächst bei der AVP Tour mit drei Siegen in vierzehn Turnieren. Von 1995 bis 1997 gewannen die beiden Brasilianerinnen von 29 FIVB Turnieren zwölf, wurden sechs Mal Zweite, belegten bei zehn Veranstaltungen den dritten Platz und bekamen nur ein einziges Mal keine Medaille, erreichten aber zumindest das Halbfinale. In den Jahren 1995 und 1996 wurden Pires/Silva außerdem FIVB Tour Champion. Ihre größten Erfolge waren jedoch der Gewinn der Goldmedaille bei den Olympischen Spielen 1996 in Atlanta und ein Jahr später der Weltmeistertitel in Los Angeles.
1998 wurden Adriana Samuel Ramos und Sandra Pires ein Beachteam. Nach zwei FIVB Erfolgen 1998 konnten sich die beiden Südamerikanerinnen bei den darauffolgenden Olympischen Spielen 2000 in Sydney die Bronzemedaille sichern. Ein Jahr später gewann Pires mit Tatiana Minello die Silbermedaille bei den Weltmeisterschaften in Klagenfurt. Nicht ganz so erfolgreich war die Zusammenarbeit mit Leila Barros 2002, mehrere fünfte Plätze waren die besten Platzierungen bei FIVB Turnieren. Bei den sieben ersten Turnieren des Jahres 2003 erreichte Sandra Pires mit ihrer neuen Partnerin Ana Paula Henkel vier erste und drei zweite Plätze, am Ende der Saison waren die beiden FIVB Tour Champion des Jahres. Im letzten Turnier des Jahres 2004 gewannen die beiden Brasilianerinnen in ihrem Heimatland ihre letzten gemeinsame FIVB Goldmedaille, dies war auch gleichzeitig das letzte Mal ein Platz auf dem Podium bei einem internationalen Turnier in der Karriere von Sandra Pires.
In der folgenden Saison wurde die aus Rio de Janeiro stammende Sportlerin mit ihrer neuen Partnerin Ágatha Bednarczuk Siebzehnte bei der WM in Berlin. Außerdem erreichten die beiden Südamerikanerinnen das Achtelfinale des Grand Slams in Stavanger, das Halbfinale der Open in Sankt Petersburg und bei mehreren weiteren Open-Veranstaltungen das Viertelfinale. Nach zwei weiteren Jahren, in denen Sandra Pires nur je ein Turnier mit verschiedenen Partnerinnen bestritt, trat sie 2008 mit Leila Barros noch bei einigen FIVB Turnieren an und erreichte bei den Guaruja Open in ihrem Heimatland zum Abschluss ihrer Karriere noch einen siebzehnten Rang.